# Supersypnoides prunosa
Supersypnoides prunosa là một loài bướm đêm trong họ Noctuidae.